# Pachnoda fissipuncta
Pachnoda fissipuncta är en skalbaggsart som beskrevs av Ernst Gustav Kraatz 1885. Pachnoda fissipuncta ingår i släktet Pachnoda och familjen Cetoniidae. Inga underarter finns listade i Catalogue of Life.